# Юла
Юла́ (рос. Юла) — селище у складі Новокузнецького району Кемеровської області, Росія. Входить до складу Кузедеєвського сільського поселення.

## Населення
Населення — 16 осіб (2010; 20 у 2002).
Національний склад (станом на 2002 рік):
- росіяни — 90 %